# Воентехник 1-го ранга
Военте́хник 1-го ра́нга — воинское звание в Рабоче-Крестьянской Красной армии и Рабоче-крестьянском Красном флоте СССР для инженерно-технического состава. 
Введено Постановлением ЦИК СССР и СНК СССР от 22 сентября 1935 года «О введении персональных военных званий начальствующего состава РККА». 
Отменено Указом Президиума Верховного совета СССР от 7 мая 1940 года «Об установлении воинских званий высшего командного состава Красной армии».
Выше воентехника 2-го ранга, ниже военинженера 3-го ранга. 
Соответствовало званию старший лейтенант в советском, российском и иностранных военно-морских флотах.
Объявлены приказом Народного комиссара обороны СССР (НКО СССР) № 144 от 26 сентября 1935 года.
Постановлениями СНК СССР № 2590 и № 2591 от 2 декабря 1935 года для Сухопутных, Военно-воздушных и Военно-морских сил Рабоче-крестьянской Красной армии были установлены форма одежды и знаки различия рядового, командного и начальствующего составов РККА.
Объявлены Приказом НКО СССР № 176 от 3 декабря 1935 года.